# Caldes de Montbui
Caldes de Montbui – gmina w Hiszpanii, w prowincji Barcelona, w Katalonii, o powierzchni 37,65 km². W 2011 roku gmina liczyła 17 271 mieszkańców.